# Intein
Et intein er et segment af et protein, der er i stand til at fjerne sig selv og sætte de resterende dele (exteinerne) sammen igen med en peptidbinding. Inteiner er også blevet kaldt "protein introns".
De fleste inteiner, der er blevet berettet om, indeholder også et endonuklease-domæne, der spiller en rolle i inteinudbredelsen, eftersom de kun kløver ikke-inteinholdigt DNA, hvorefter reparationssystemet indsætter inteinkodende DNA. Blandt andet derfor kaldes intein (eller mere korrekt, gensegmenterne kodende for inteiner) nogle gange selviske genelementer, men det kan være mere korrekt at kalde dem parasitiske.
Inteinformidlet proteinsplicing hænder, efter mRNA er blevet translateret til protein. Dette forstadie til proteinet indeholder tre segmenter: et N-extein fulgt af inteinet, som dernæst efterfølges af et C-extein. Efter splicing kaldes produktet også et extein.
Det første intein blev opdaget i 1987. Siden da er inteiner blevet fundet i alle livets tre domæner (eukaryoter, bakterier og archaea) samt i virus.